# Полуярославская набережная
 Полуяросла́вская набережная  — набережная в Таганском районе Москвы, протяжённостью четыреста метров.
Набережная протянулась от улицы Земляной Вал до Большого Полуярославского переулка, вдоль русла реки Яузы. С запада к ней прилегает Серебряническая набережная, с востока — Костомаровская.

## История
Своё название Полуярославская набережная получила в XIX веке. На ее территории ранее располагалась суконная фабрика, директором которой до 1732 года был Иван Михайлович Полуярославцев, в честь которого была названа набережная.
Набережную пересекает Высокояузский мост, соединяющий ее с Николоямской набережной. По мосту проходит участок трассы Садового кольца. В конце XIX века на месте этого моста находился металлический мост с каменными опорами, который перестроили в железобетонный в 1963 году по проекту К. П. Савельева и С. И. Хеймана.
В 2017 году набережную вымостили гранитными плитами в рамках проекта «Моя улица».

## Культурные объекты
В районе набережной находится усадьба мещанки Авдотьи Збитневой 20-х годов XIX века. Здесь также расположен Музей и общественный центр «Мир, прогресс, права человека» имени Андрея Сахарова, основанный в 1996 году. В музее хранится коллекция документов из архивов физика, портреты и скульптуры Сахарова, а также там расположена библиотека, где собраны книги по истории политических репрессий. Музей закрыт в 2022 году как инагент. 18 августа 2023 центр Сахарова решением Мосгорсуда был ликвидирован.

## Примечание
1. 1 2 3  Полуярославская набережная. мосновостройки.рф. Дата обращения: 28 июня 2017. Архивировано 25 сентября 2020 года.
2. ↑  Вострышев М. И. Москва: все улицы, площади, бульвары, переулки. — М.: Алгоритм, Эксмо, 2010. — С. 451. — 688 с. — ISBN 978-5-699-33874-0.
3. 1 2  Полуярославская набережная. Твоя Москва. Дата обращения: 28 июня 2017. Архивировано 29 апреля 2017 года.
4. ↑  «Моя улица». НТВ (2017). Дата обращения: 28 июня 2017. Архивировано 27 июня 2017 года.